# Fitoterapia
La fitoterapia ―del griego- phytós (‘planta’ o ‘vegetal’) y therapeia (‘terapia’)― o medicina herbal es una terapia de medicina alternativa, que sostiene la posibilidad de curar o aliviar síntomas o enfermedades con plantas medicinales. Preparaciones usadas en la fitoterapia con principios activos conocidos y medidos, son efectivas para tratar algunas enfermedades.
A nivel mundial, no existen estándares para autentificar todo el contenido, seguridad o eficacia de las plantas medicinales, y generalmente hay una ausencia de investigación científica de alta calidad sobre la composición del producto o la efectividad para la actividad contra las enfermedades. Las afirmaciones de beneficio terapéutico de los productos herbales, a veces sin pruebas rigurosas de eficacia y seguridad, reciben opiniones escépticas por parte de la comunidad científica.Las farmacéuticas tienen grandes intereses económicos y una gran influencia en que ésto continúe así.[cita requerida]
En países con falta de normativa al respecto, algunas prácticas poco éticas de herbolarios y fabricantes, pueden incluir publicidad falsa sobre los beneficios para la salud en las etiquetas o la descripción de los productos, y la contaminación o el uso de rellenos durante la preparación del producto, pueden erosionar la confianza del consumidor sobre productos de esta índole.

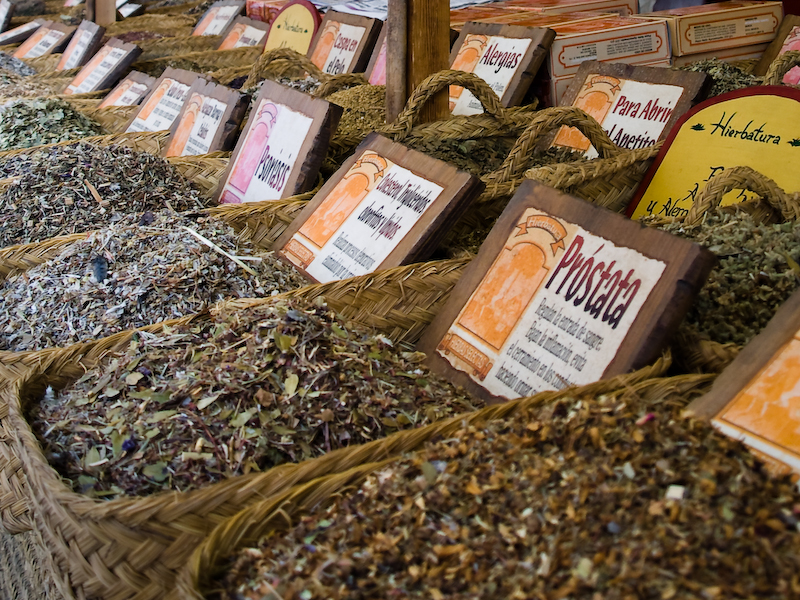
Hierbas medicinales en un mercado medieval, en Burgos (España).

El consumo de plantas medicinales ha ido en aumento en los últimos años en todo el mundo y es frecuente su empleo en combinación con medicamentos prescritos médicos.
Está extendida la falsa creencia de que los productos a base de plantas son inocuos e incluso ventajosos por su carácter natural, un razonamiento poco compatible con el hecho de que su efecto terapéutico se achaque a su contenido en principios activos con actividad farmacológica. Esta percepción se basa en la tradición de su uso en lugar de estudios sistemáticos que evalúen su seguridad, que por lo general no existen. Sin estos estudios, únicamente pueden ser detectados aquellos riesgos evidentes, muy frecuentes y de ocurrencia inmediata.
Tóxicos y venenos, como pueden ser la cicuta, el cianuro, las toxinas de las setas venenosas y el veneno de escorpión, son productos tan naturales como la miel de abeja.
Como cualquier medicamento, las plantas pueden provocar reacciones adversas, intoxicación por sobredosis o interacciones perniciosas con otras sustancias. Se han descrito interacciones de relevancia clínica entre plantas y medicamentos, por lo que resulta imprescindible comunicar al médico el consumo de preparados naturales. Asimismo, se han notificado en los productos a base de plantas medicinales problemas de confusión entre unas plantas y otras, además de contaminación con pesticidas, metales pesados y medicamentos. Es necesario el mismo control médico estricto con las plantas medicinales que con los medicamentos de síntesis.
En muchos países occidentales, como España, la producción, la autorización, el registro, la distribución y la dispensación de productos de origen vegetal, está regulada bien a través de la legislación alimentaria o de la de medicamentos tradicionales a base de plantas. En 2012, la Autoridad Europea de Seguridad Alimentaria (EFSA, por sus siglas en inglés) publicó un compendio de especies vegetales que contienen sustancias de posible riesgo o preocupación para la salud humana cuando son utilizadas en alimentos o complementos alimenticios, que actualiza un listado previo de abril de 2009.
En algunos países de la Unión Europea, las técnicas de la medicina alternativa, como la fitoterapia, son aplicadas principalmente por médicos, mientras que en otros, fundamentalmente los nórdicos, se autoriza a hacerlo a no médicos. En Estados Unidos, solo se permite a médicos con autorización; no cumplir este requisito constituye un delito. En general, se proporciona formación sobre terapias naturales en todos los países, pero su grado de oficialidad varía mucho: unos tienen especialidades para médicos o programas postgrado en la Universidad (Alemania, Italia) y en otros la formación se realiza en institutos privados o escuelas (Suecia, Canadá). En otros, como es el caso de España, no se ha desarrollado ninguna titulación de formación profesional ni cualificación profesional en la familia profesional de Sanidad, pese a lo cual universidades, centros privados, sociedades, etc. facilitan formación para profesionales sanitarios y no sanitarios. A esto se suma el escaso conocimiento que sobre este tema tienen los profesionales sanitarios titulados, responsables de la atención del paciente. Por lo general, el empleo de plantas medicinales no se refleja en las historias clínicas de los pacientes, a pesar de consumirse incluso durante ingresos hospitalarios.
Muchos preparados naturales utilizados en la fitoterapia contienen el mismo principio activo que los usados en la medicina convencional, o viceversa ya que constituyen muchas veces los ingredientes primarios utilizados por laboratorios farmacéuticos como punto de partida en el desarrollo de formas comerciales que serán patentadas para su uso terapéutico, con el consecuente y buscado incremento del beneficio económico derivado de la patente. Por ejemplo, la mayor parte de los medicamentos que se han venido empleando en el campo de la oncología han sido obtenidos de la naturaleza, a partir de bacterias, hongos, plantas, minerales o, incluso, animales. Los fitofármacos, por su parte, incluyen aquellos extractos estandarizados producidos a partir de la totalidad de una planta o de sus partes u órganos. Además de plantas, se utilizan ciertas algas. Queda aún por definir si los principios activos extraídos de hongos y levaduras deben incluirse como fitofármacos o como se ha propuesto, como fungifármacos.
No obstante, el contenido en principio activo de los productos a base de plantas medicinales es a veces variable, debido a la variabilidad inherente en el crecimiento de las plantas, su recolección, procesamiento y demás manipulaciones salvo cuando está estandarizadas desde la variedad del cultivo y resto de procesos. Pese a ello, con la dificultad e incertidumbre que este hecho implica en su correcta dosificación, muchas personas prefieren el uso de estos productos naturales en lugar de la especialidad farmacéutica con el principio activo. Sin embargo es fácil encontrar ya en cualquier oficina de farmacia, una amplia sección de parafarmacia con complementos alimenticios basados en plantas medicinales con cuantificación precisa del extracto y un contenido estandarizado y declarado de principios activos. 
La farmacéutica tiene su aproximación a la fitoterapia en la farmacognosia, que da cuenta de los constituyentes químicos de las plantas o de sus órganos o partes y de las propiedades farmacológicas de estos.

## Historia
De manera obligada los individuos y sociedades prehistóricas mantenían un fuerte contacto con la naturaleza, la cual, al principio, de una forma accidental repercutía en los seres humanos, ya fuera por la ingesta de plantas tóxicas o venenosas, picaduras de insectos, etcétera. Estas situaciones pasaban a formar parte de la experiencia de las comunidades antiguas, que se hacían eco de qué les dañaba, pero también y del mismo modo de una forma accidental, en el más de los casos azarosa, comprendían que la naturaleza era fuente de sustancias con propiedades curativas. Al principio la metodología empírica era la única guía sustentada por una base mística y religiosa en cuanto al uso de drogas vegetales; por tanto las más de las veces no se apreciaban resultados, siendo la experiencia a lo largo de los siglos la que seleccionaría aquellas drogas útiles para el ser humano.
Restos arqueológicos en Irak revelan la presencia de granos de polen de plantas aún en uso hoy día en medicina oriental con una antigüedad de unos 60.000 años; indicativo todo ello de que Homo neanderthalensis podría haber tenido unas nociones básicas del uso de plantas[cita requerida].
Los primeros usos curativos de las plantas se remontan a unos 10 000 años en la India, mientras que
Los documentos más antiguos que testimonian el uso de plantas curativas pertenecen a Sumeria (hacia el 3000 a. C.)

Hacia el 1600 se escribió en Egipto el papiro más antiguo que plasma el conocimiento de esa cultura en más de 700 formas diferentes de medicamentos de naturaleza vegetal y animal. Famosos son los encontrados por el egiptólogo alemán Georg Ebers (1837-1898) y también los de Smith (1600 a. C.), que tratan 160 tipos de drogas como el opio, etc.[cita requerida]
En la zona de Mesopotamia se realiza una labor análoga a la egipcia de recopilación de todo el conocimiento y material relacionado con las drogas vegetales y su actividad; todo ello confirmado por el hallazgo de 660 tablas de escritura cuneiforme en la región de Nínive, al parecer fruto de la orden dada por Asurbanipal hacia el 700 a. C.
De entre las 250 drogas que recoge este compendio se encuentran el opio, la marihuana, el azafrán, la mirra, la mandrágora y la belladona.
Tanto la civilización egipcia como las variadas culturas mesopotámicas mantenían circunscrito todo este saber, al mundo místico haciendo la relación dicotómica religión-medicina aún más fuerte.
En la India, el texto de herbolaria más antiguo es el de Susruta (hacia el 300 a. C.).
También en el Nuevo Mundo mucho antes de la llegada de los colonos europeos a América, sus habitantes poseían un profundo conocimiento del mundo vegetal como por ejemplo los incas conocían la coca; los aztecas usaban cacao, vainilla, pimienta y tabaco; y los indios norteamericanos usaban para curaciones áloe, cáscara sagrada, jalapa, sauce y lobelia.
Es en el seno de la civilización griega, donde la secularización de la disciplina médica tiene su culmen, llevando a la ruptura entre misticismo y medicina, hasta entonces estrechamente ligadas, confiriendo autonomía a esta técnica.
El primer tratado sistemático de botánica farmacéutica De Historia Plantarum, escrito por el griego Teofrasto (372-287 a. C.) filósofo peripatético sucesor de Aristóteles en la dirección de su escuela, fue muy difícil y casi incomprensible.
Otra figura griega protagonista de importancia excepcional en este campo, fue Hipócrates, fundador de la escuela de Cos (460-377 a. C.). Ese antiguo médico, clasificó por vez primera de manera sistemática 300 especies de plantas medicinales, incluyendo también recetas, métodos de empleo y dietas, influyendo mucho, de esa manera, sobre el mundo romano y el pensamiento de la Edad Media. Entre sus obras más significativas, destaca el De medicina de Celso (18 d. C.). Ya en la era cristiana Dioscórides (40-90 d. C.), un griego enrolado en el ejército romano y recorriendo los dominios del imperio, realiza su gran aportación περιυληζ (materia que proporciona la naturaleza) y posteriormente ampliada por los copistas con ιατριχηζ (médica). En el siglo XV se tradujo al latín como De materia médica de gran importancia pues contenía descritas más de 600 drogas.
Solamente en época romana se comienza así a hablar de Farmacoterapia y Farmacognosia en el sentido moderno que damos al término.
Recordar también los 37 libros del Naturalis Historia de Plinio el Viejo (23-79), una obra enciclopédica fundamental para comprender los conocimientos farmacológicos de los antiguos; los estudios de Galeno (129-201), que catalogó los medicamentos en función del «calor» o «humor», según grados crecientes (Methodus medendi) además de preconizador de la polimedicación; y la obra de medicina en 70 libros del médico personal del emperador Giuliano l'Apóstata, Oribasio (325-403), que trata de falsificaciones de las drogas.
Con el final del imperio romano, los conocimientos científicos médicos vendrán a ser conservados en los monasterios y desarrollados paralelamente en el mundo árabe, donde nace la alquimia, la predecesora de la química moderna, y en donde fue elaborado el primer ejemplo de farmacopea. Habiendo recogido el testigo la cultura árabe, realiza acopio de todo el saber indio y hereda los saberes del mundo grecorromano para una vez más recopilar y ampliar el conocimiento sobre drogas vegetales introduciendo la nuez moscada, el maná, el tamarindo, el alcanfor, la cubeba, etc. Destacan como máximos exponentes Averroes, Mesué el Joven, Serapión el Joven e Ibn al-Baitar (quien describió 1400 drogas vegetales y su actividad farmacológica).
Importante también, el trabajo de Isacco Giudeo (850-950 circa), El libro de los alimentos y de los remedios simples, y el Cánone de Avicenna (980-1037).
Mientras tanto se fue desarrollando una relación entre las instituciones religiosas, las casas de los peregrinos, los hospitales, etc., junto con los huertos botánicos cultivados por los monjes.
En la Edad Media se desarrolla más el comercio de las especias y las drogas, y con ellas de las plantas medicinales, y, su difusión se ve incrementada.
En el siglo XIII vemos nacer los primeros cultivos de las mismas, pero solo entre el 400 y el 500 se inicia la verdadera ciencia botánica.
Con el descubrimiento de América, surgen nuevas rutas comerciales y aparecen nuevos materiales y drogas; se introducen el cacao, café, ipeca, quina etc. que impulsan la Materia Médica mientras que la imprenta se encarga de la rápida difusión de la obra de Dioscórides.
Así, en las universidades también se difunden las primeras cátedras de Lectura semplicium (botánica experimental).
El primer tentativo de nomenclatura botánica fue hecho por Leonhart Fuchs (1501-1566). En los mismos años, Paracelso (1493-1541) enfrenta estudios químicos concentrándose sobre los principios activos de las plantas. Sus seguidores empezarán después, aquella parte de la química que estudia los medicamentos. Magnol (1638-1715), será el que introduce en la clasificación botánica la idea de la familia: todo el reino vegetal, subdividido en 76 familias. Otros personajes importantes son Ruiz y Pavón, José Celestino Mutis, Lemery. Las ideas de Paracelso producen un vuelco en la terapéutica que se ve levemente compensada por la llegada de las drogas del Nuevo Mundo como la corteza de quina de empleo en la malaria o la hoja de digital en el tratamiento de la hidropesía. No obstante la tendencia al alza del uso del principio activo preconizado por Paracelso produce una desestimación de la utilidad de las drogas vegetales, actitud reforzada y potenciada por una serie de trabajos como los de Scheele que aísla ácidos orgánicos a partir de drogas vegetales. En 1806 Sertürner separa la morfina del opio. Progresivamente se dilucidan las estructuras químicas de los compuestos y continuamente se aíslan productos a partir de sus drogas y comienza un creciente estudio de las propiedades farmacológicas propugnado por Magendie y su discípulo Claude Bernard. El principio activo adquiere predominio sobre la droga, más aún cuando se empiezan a conocer los mecanismos de acción. Toda esta situación inicia un proceso en el que la Fitoterapia se ve relegada y desprovista del atributo de ciencia, pasando a ser considerada como medicina popular.
Más descubrimientos hizo Carlos Linneo (1707-1778), que, partiendo del descubrimiento de los órganos genitales en las flores de Camerario (1665-1721), divide por géneros y especies adoptando una especial nomenclatura de dos nombres, que permite identificar cualquier especie de hierba.
Sin embargo aprovechando el filón de los avances científicos y tecnológicos comienza a restituirse en su lugar natural dentro del circuito sanitario que son la Farmacia y la Medicina.

## Riesgos para la salud
La mayor parte de las plantas medicinales con las que se trabaja en una farmacia cuenta con un código nacional propio, se controlan sus cultivos, se escogen las mejores cepas y se garantiza su calidad, la fecha de lote, cómo se recolecta y cuándo caduca; además incluyen prospecto y son tratadas como los demás medicamentos en la Agencia Española de Medicamentos y Productos Sanitarios (AEMPS).
No obstante, existen problemas de estandarización de principios activos en los preparados de plantas medicinales. Incluso cuando se intenta asegurar un contenido mínimo o máximo de determinada sustancia activa, no se sabe en qué proporción esa sustancia u otras contenidas en la planta son las responsables de los efectos. Como ejemplo, citar que después de estandarizar los preparados de hipérico en función de su contenido en hipericina y de haber realizado ensayos clínicos con dichos productos, ha resultado ser otra sustancia, la hiperforina, a la que se atribuye mayor potencia como inhibidora de la recaptación de serotonina, actividad farmacológica que parece ser
la responsable del efecto antidepresivo del hipérico. Asimismo, se han notificado en los productos a base de plantas medicinales problemas de confusión entre unas plantas y otras, además de contaminación con pesticidas, metales pesados y medicamentos.
Otro problema conocido, y especialmente grave en las hierbas procedentes de la medicina tradicional china, es la adición de fármacos a hierbas medicinales. De 2.609 muestras de medicinas chinas recogidas desde ocho hospitales en Taiwán, el 23,7% contenía fármacos, principalmente cafeína, paracetamol, indometacina, hidroclorotiazida, y prednisolona, antiinflamatorios no esteroideos y benzodiazepinas. Por su gran distribución fuera de Asia, destacan la hierba del milagro, Tung Shueh, y Chuifong Toukuwan. En esta última se ha detectado una gran variedad de fármacos como fenilbutazona, indometacina, hidroclorotiazida, clordiazepoxido, diazepam, corticoesteroides, diclofenaco, ácido mefenámico y dexametasona.
Como cualquier medicamento, las plantas pueden provocar reacciones adversas, intoxicación por sobredosis o interacciones perniciosas con otras sustancias. Se han descrito interacciones de relevancia clínica entre plantas y medicamentos, por lo que resulta imprescindible comunicar al médico el consumo de preparados naturales.
No obstante, apenas existen estudios sistemáticos para evaluar la seguridad del consumo de plantas medicinales. Sin estos estudios, solo pueden ser detectados aquellos riesgos evidentes, muy frecuentes y de ocurrencia inmediata.
Existe una gran dificultad para ajustar la dosis correcta de los productos a base de plantas puesto que la gran variabilidad de contenido en principio activo (lo cual no es posible controlar) se repite con múltiples principios activos. Entre ellos, es especialmente importante señalar el caso de los estrógenos. En los últimos años, se ha ido acumulando evidencia científica sobre los beneficios y riesgos del tratamiento hormonal sustitutivo con estrógenos, tanto en su ahora cuestionado papel a largo plazo como en su indicación establecida del alivio sintomático a corto plazo de los síntomas de la menopausia (sofocos). Existe un gran esfuerzo investigador sobre las dosis apropiadas de estrógenos, las posibles diferencias entre los estrógenos de tercera generación y los anteriores o los agonistas estrogénicos modificados, la evaluación previa del riesgo para enfermedad tromboembólica y cáncer de mama en las pacientes, el papel de la progesterona concomitante como protección para el cáncer de endometrio, etc. Sin embargo, el rasero que se aplica a los fitoestrógenos contenidos en la soja es distinto. Se sabe que la eficacia de los derivados de la soja en los síntomas de la menopausia radica en su actividad estrogénica y sin embargo aceptamos su eficacia sin exigir el mismo nivel de conocimiento sobre sus riesgos que exigimos al 17- beta-estradiol a las dosis establecidas en las diversas especialidades farmacéuticas disponibles para esta indicación.

## Actualidad
Se hace difícil hoy día tener una idea del peso que tiene la Fitoterapia en el mundo, por lo que se recurre a estimaciones ponderando una serie de parámetros como son el comercio de plantas medicinales o de preparados con plantas medicinales y sus derivados. Indicadores fácilmente mensurables en Europa y buena parte del continente Americano pero de exigua resolución en el continente asiático y africano. De las 250.000 especies de plantas se cree que existen, tan solo se usa el 10% la mayor parte de ellas de uso en Europa. El 30% de los fármacos existentes son derivados de plantas, a pesar de ello no computan económicamente en el marco de las plantas medicinales.
| País       | EE. UU. | Alemania | Japón | Singapur | Francia | Países Bajos | Arabia Saudita | Reino Unido | Hong Kong | España |
| Porcentaje | 18,6    | 7,8      | 7,8   | 7,1      | 4,1     | 3,8          | 3,4            | 3,2         | 3,2       | 3,0    |

| País       | Indonesia | Singapur | India | China | Madagascar | España | Alemania | Hong Kong | EE. UU. | Brasil |
| Porcentaje | 10,4      | 9,1      | 8,7   | 7,4   | 5,1        | 5,6    | 4,2      | 3,3       | 3,1     | 1,1    |

Los datos del año 2007/08 revelan que solo el continente europeo acumula el 46% del mercado mundial de fitofármacos, seguidos en la segunda posición Asia y Norteamérica con un 18%, Japón un 15% y el resto del mundo apenas supera la cifra del 3%.[cita requerida]
Pese a que muchos principios activos proceden, ya sea directa o indirectamente de plantas medicinales, tan solo se consideran preparados fitoterápicos a aquellos que se preparan partiendo del organismo vegetal en cuestión. En Europa, Francia y Alemania son el adalid de esta forma de terapia, empleando sus recursos hasta en afecciones respiratorias y gastrointestinales. Por otro lado en los Estados Unidos un tercio de la población recurre a la fitoterapia, mientras que hay países en los que el desconocimiento y el desinterés del sistema sanitario hace que esta alternativa terapéutica se encuentre en estado primigenio, lo que ha llevado al intrusismo, siendo el caso de un país como España.

## Núcleo de estudio
La OMS define las plantas medicinales como: «La planta que en uno o más de sus órganos contiene sustancias que pueden ser utilizadas con fines terapéuticos». En segundo lugar conviene resaltar que las plantas medicinales así como las drogas que de ellas obtenemos, se identifican por convenio con binomio en latín seguido del autor botánico eg. Camellia sinensis (L.) Kuntze (en referencia al té); y para el caso de las drogas un ejemplo válido sería Ginkgo folium (‘hoja de ginkgo’). Cuando se habla de plantas medicinales en fitoterapia, se entiende hace referencia a todas aquellas plantas cuyos procesos de cultivo y recolección se realizan en tierra. No obstante el mar con toda su biodiversidad vegetal supone una amplia y potencial fuente de plantas, algas. A pesar de ello existe un claro predominio del uso de organismos vegetales terrestres por parte de la fitoterapia habiéndose hecho extensos estudios en materia de obtención y mejora de las mismas.
Hasta el año 2006 casi el 50% de las plantas medicinales empleadas como materia prima en fitoterapia eran de procedencia silvestre lo cual suponía y todavía hoy supone una amenaza para su supervivencia. Otros factores como la falta de homogeneidad en la recolección, posibles confusiones en la identificación de la especie correcta, y la ausencia de una estricta metodología en el control de calidad, hacen optar por el uso de planes de cultivo de plantas medicinales en detrimento de la simple recolección de las que se puede disponer libremente en la naturaleza.

### El cultivo
Para asegurar que la planta que se cultiva mantiene sus propiedades y que durante su cultivo se verá libre de modificaciones que puedan afectar a la calidad del producto final, como pueden ser tamaño de las drogas y producción de principios activos existen unas normas de calidad u organismos emisores de normas de calidad como son GMP (Good Manufacturing Practice), GAP (Good Agriculture Practice) e ISO (acrónimo en inglés de la Organización Internacional de Normalización) que por medio de una serie de protocolos estandariza cultivo, manufactura y control. Estos controles y organismos aseguran tener en cuenta los elementos necesarios para evitar que tanto factores intrínsecos como extrínsecos puedan alterar la composición química. Entre los factores extrínsecos a la hora de cultivar plantas de uso terapéutico debe prestarse especial atención a la altura, la temperatura, la humedad ambiental, estaciones de lluvia, tipo y características del suelo o duración y alternancia de los períodos de luz-oscuridad. Toda esta serie de condicionantes son de obligada determinación para cada especie en concreto, especialmente para aquellas que se pretende aclimatar a un nuevo entorno, verbigracia plantas exóticas.

### Mejora y recolección de plantas
Con el fin de maximizar el rendimiento en productos terapéuticos de uso en humanos, esto es, principios activos, existen toda una batería de procederes que auguran obtener los especímenes más resistentes, lo cual es una ventaja si las condiciones climáticas son las idóneas o bien el organismo vegetal es susceptible de infecciones bacterianas o parasitaciones. En definitiva se persiguen individuos más productivos, resistentes o de crecimiento más rápido. El método más ampliamente usado, tanto a nivel rural (los agricultores lo emplean desde antiguo) como a nivel industrial, es la hibridación. Con ello se pretende dar origen a individuos que en su naturaleza reúnan características de las que los progenitores solo poseían una careciendo de las demás. Así es posible obtener por ejemplo una prole, cuyos progenitores eran solo productivos pero no resistentes y los otros resistentes pero no productivos, agrupando así en un individuo los caracteres que más nos interesan de otros especímenes.
Con este mismo fin de obtener cepas o razas de superior calidad con respecto a sus predecesores, se llevan a cabo las mutaciones; que pudiendo suceder estas de una forma espontánea y natural y así generar mutantes enriquecidos en determinados grupos o tipos de principios activos; optar por la producción deliberada de mutaciones proporciona una mayor seguridad de cuándo se darán estas. Como agentes mutagénicos se suelen usar agentes físicos, siendo la radiación UV la más usada, pero también radiaciones γ y rayos X; y en el grupo de agentes químicos las mostazas nitrogenadas.
Las hormonas vegetales, auxinas y giberelinas se usan como estimulantes del crecimiento dando lugar a especímenes de mayor masa, lo que supone una mayor cantidad de compuestos.
En el apartado de la recolección se ha de tener en cuenta que la mayoría de las especies silvestres están protegidas debido a su, antaño, descontrol en la recolección. A pesar de las medidas cautelares y proteccionistas y con el expreso consentimiento gubernamental, es posible su recogida. Pero sin duda, es la recolección de las especies que uno mismo cultiva el modo más ventajoso en la obtención de plantas medicinales; no obstante, dado que esta modalidad evita la extinción y permite el uso de maquinaria, ello no implica estar exento de recomendaciones:
- Algunas especies aromáticas varían su composición en función de la época, algunas incluso tan sensibles que presentan variaciones horarias.
- Las hojas como norma se recolectan al inicio de la floración mientras que los órganos subterráneos al final.
- Es recomendable no recoger los órganos aéreos si están mojados, ni la corteza tras un periodo de humedad.
- Se aconseja la recolección de resinas y látex en periodo seco.

### Conservación y almacenamiento de plantas y drogas
Concluida la recolección de la planta se realiza una criba de las distintas partes del vegetal, así desechamos lo accesorio y conservamos la materia prima o droga, la cual inmediatamente ha de ser privada de la luz solar y sometida a una de las modalidades de conservación. Si se opta por la desecación se usan secaderos de aire con un rango de temperaturas de 30-35 °C cuyo objetivo es reducir el contenido hídrico por debajo del 10%, medida que paraliza todos los procesos enzimáticos amén de la proliferación de hongos y levaduras. La estabilización por su parte destruye todo el equipo enzimático que degradaría los componentes de interés; procediendo mediante calor o vapor de alcohol etílico. Es propio, llegados este punto, la prevención de la colonización bacteriana mediante agentes térmicos, de estricta prohibición cuando se trate con material termolábil; agentes químicos donde habrá que vigilar la toxicidad del agente y proceder a su eliminación después de usado; y por último la ionización que es el método o agente más cuidadoso con el material de trabajo cuyo principal inconveniente es su elevado coste.
El almacenamiento concluye, por tanto, el proceso de obtención de drogas vegetales. Se trata de prolongar en el tiempo las condiciones de conservación preservando de la luz, humedad y todo lo que ello conlleva (bacterias, mohos, insectos, roedores) a las materias primas. El uso de recipientes opacos o color topacio restringe el contacto lumínico, mientras que el uso de deshidratantes, que no contacten con la materia vegetal, en un doble recipiente previene la humedad. La hermeticidad en muchos casos supondrá un refuerzo.

### Precauciones con las plantas medicinales
Nótese que como cualquier medicamento, algunas plantas pueden provocar reacciones adversas, intoxicación por sobredosis o interacciones perniciosas con otras sustancias. El consumo de plantas naturales por cualquier vía realmente es un proceso de medicación y es importante que sea informado al médico en caso de necesidad, porque cualquier otro fármaco podría interaccionar negativamente con la planta. Por lo tanto, es necesario el mismo control médico estricto con las plantas medicinales que con los medicamentos de síntesis.
Además se han de tener otras precauciones ante el uso de plantas con efecto farmacológico activo. Antes de recolectar una planta medicinal, es necesario asegurarse de haber identificado correctamente la que se busca. Un error a la hora de recoger una planta puede ser un error mortal, ya que muchas plantas medicinales se confunden fácilmente con plantas tóxicas. En cualquier caso, si hay alguna duda, siempre se recomienda no recoger la planta o bien consultar con un experto.
El uso de estos productos es cada vez mayor en las sociedades modernas. Merece la pena destacar que algunos pocos productos (por ej. el poleo-menta) pueden afectar negativamente a la lactancia materna. Debido a la importancia de esta en la salud de madres y lactantes, resulta de interés evitar todos los factores que pudieran interferir en las prácticas de lactancia materna.

## Fitoterapia y arboterapia
Aunque por la etimología de la palabra pudiera sugerir que se trata de sinónimos, son dos conceptos muy diferentes:
- Fitoterapia: Es el tratamiento curativo de las enfermedades mediante sustancias obtenidas de los vegetales.
- Arboterapia: Es una terapia basada en la convivencia en armonía con los bosques.